# Coenonympha marmorata
Coenonympha marmorata är en fjärilsart som beskrevs av Marcel Caruel 1944. Coenonympha marmorata ingår i släktet Coenonympha och familjen praktfjärilar. Inga underarter finns listade i Catalogue of Life.